# 腆合
腆合，元朝官员，其父爱薛是西亚叙利亚的景教徒。
腆合是爱薛次子，官至翰林学士承旨，监修国史。至顺三年（1332年）正月，因为哥哥也里牙的缘故，被監察御史弹劾，罢官归家十五年。至正七年（1347年），左丞相铁木儿塔识以先朝老臣推荐他，于是和张元朴等四人为议事平章。